# Sosthène Weis
Sosthène Weis, né le 29 janvier 1872 à Mertzig (Luxembourg) et mort le 28 juillet 1941 à Luxembourg-Ville (Luxembourg), est un architecte et peintre luxembourgeois.
Il a été l'architecte de l'hôtel des Postes de Luxembourg, et de la maison de santé d'Ettelbruck en 1902 et qui est aujourd'hui le Centre hospitalier neuro-psychiatrique.

## Galerie photographique

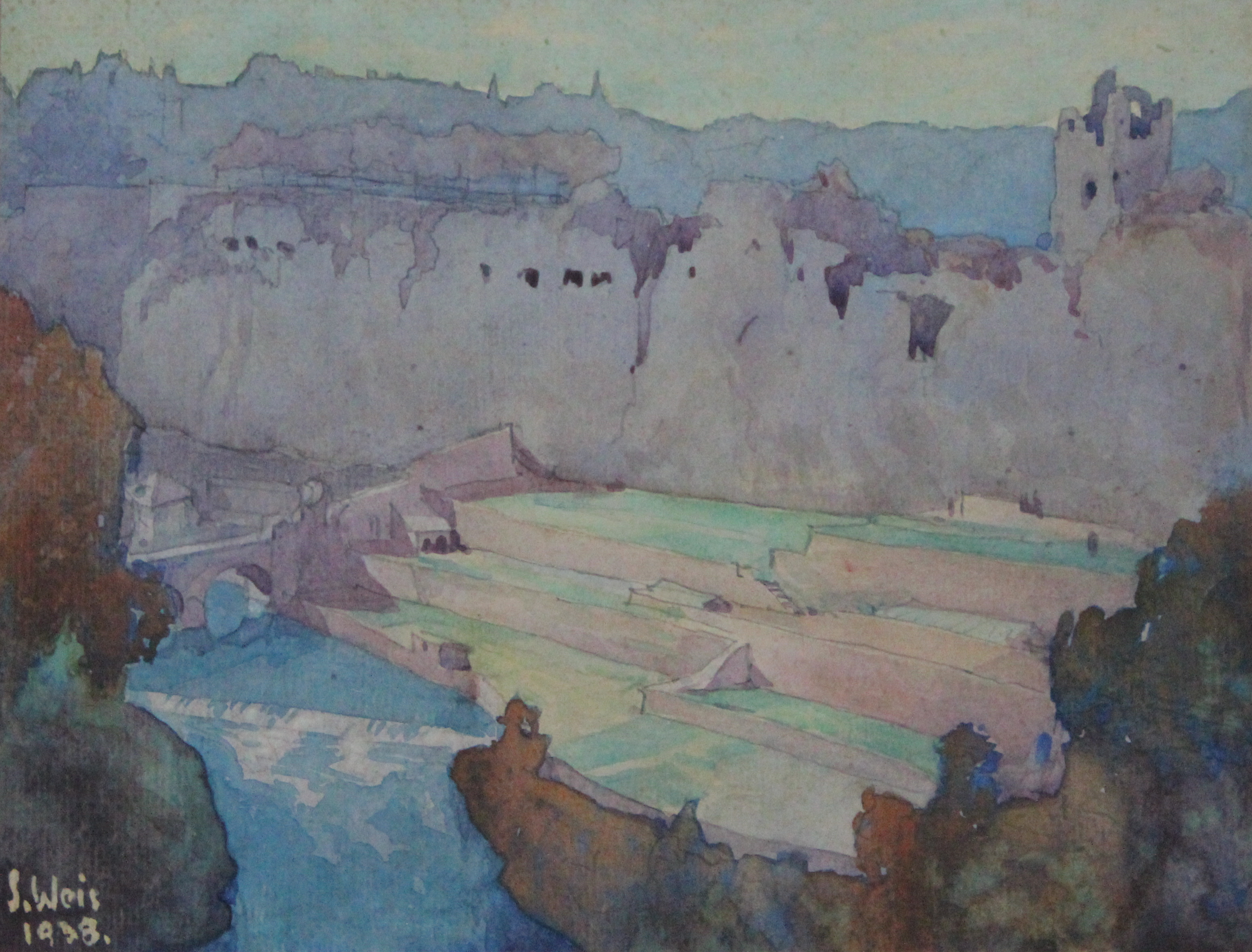
Vue sur le Bockfiels, aquarelle, 1938.
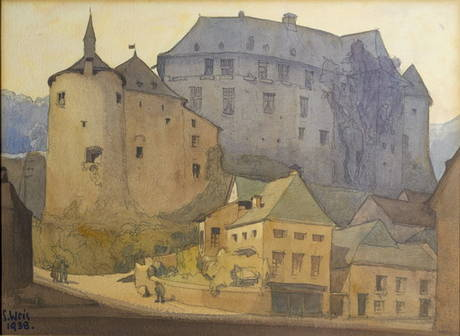
Le château de Clervaux, 1938[1].
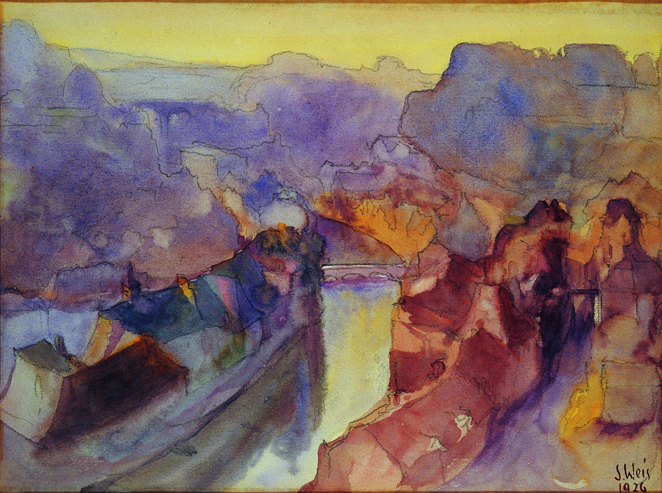
Le Grund à Luxembourg, 1926.
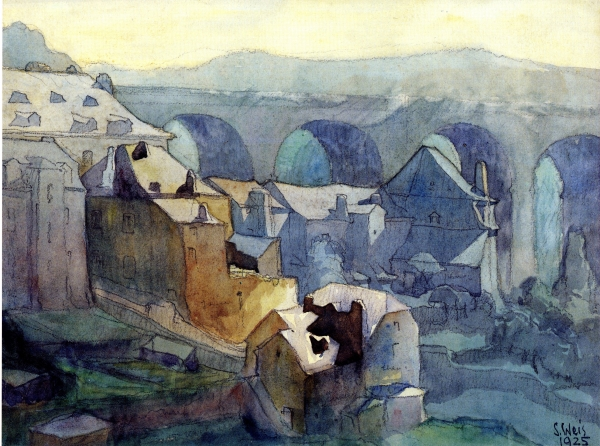
Vue vers les maisons de la rue Vauban et le viaduc, 1925.
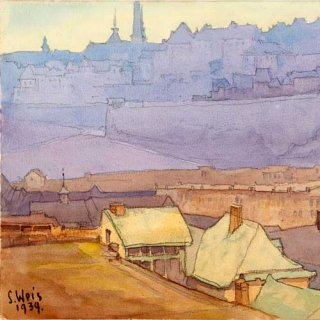
Le faubourg du Grund, à Luxembourg, 1939.
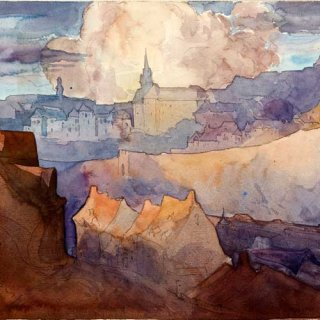
Le Grund et la corniche, 1926.
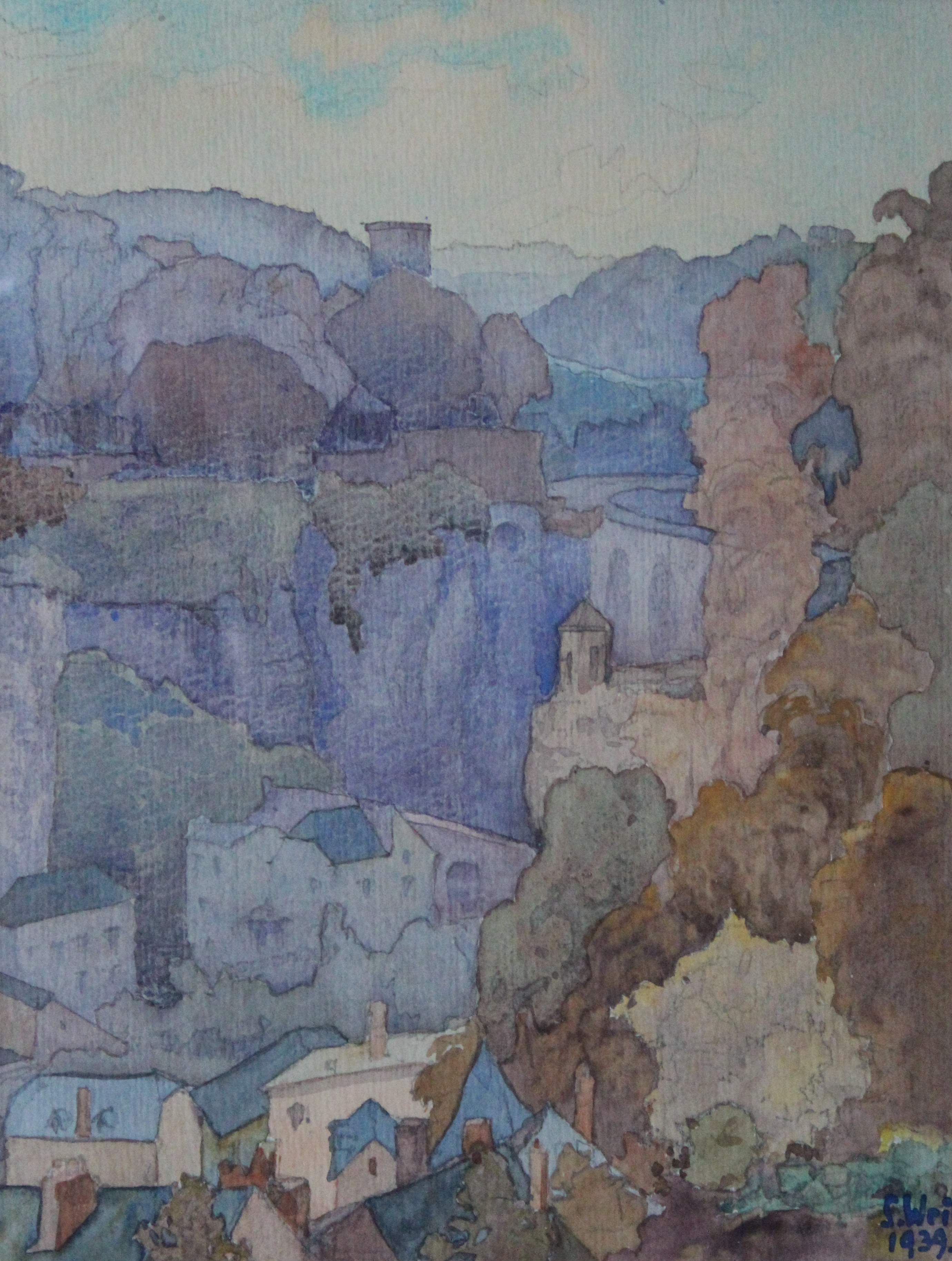
Vue sur Luxembourg, 1939.

## L'architecte

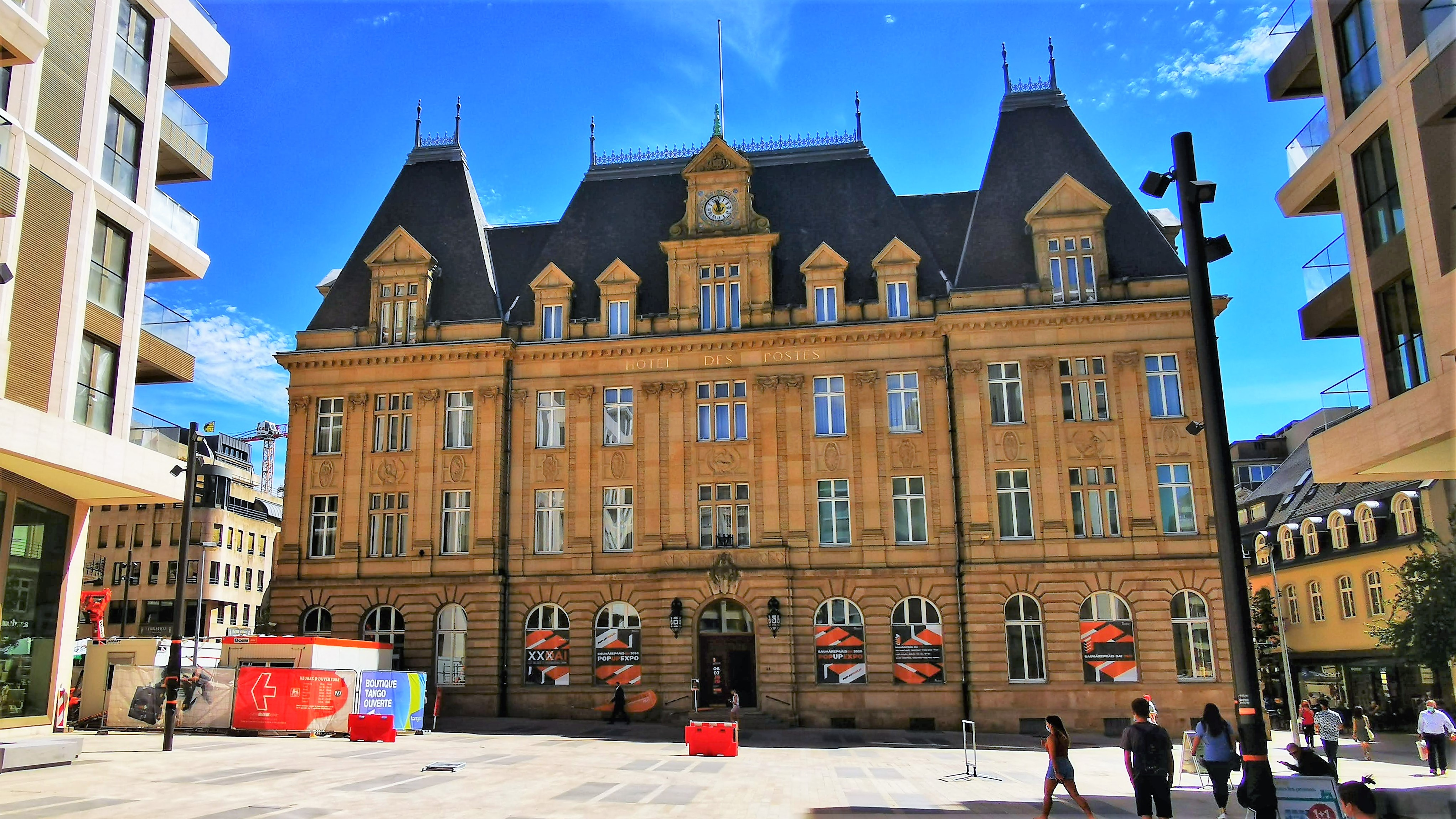
L'Hôtel des Postes

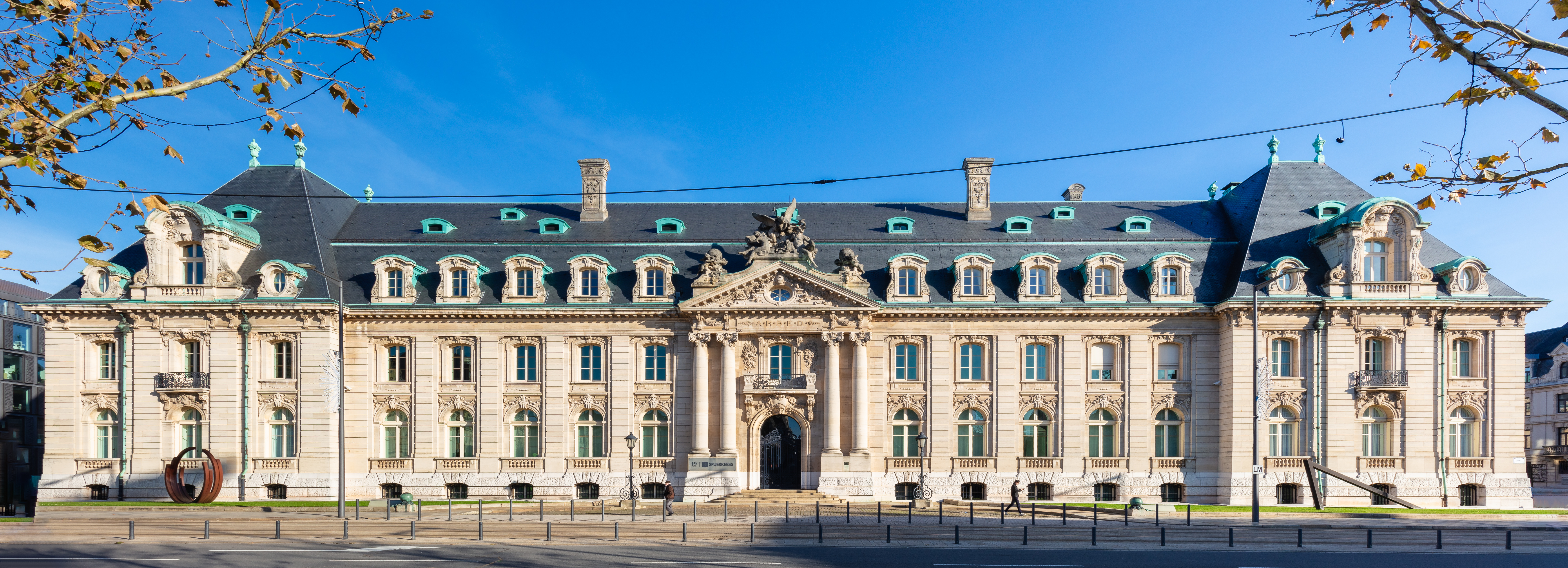
Le bâtiment ARBED

Après ses études, il travaille d'abord pendant quelques années pour le célèbre architecte munichois Hans Grässel. De retour au Luxembourg, il épouse en 1902 Marie Pütz, avec qui il aura trois enfants. La même année, le gouvernement lui confie une étude en lien avec la Maison de Santé d'Ettelbruck. En 1904, il conçoit le couvent des Bénédictines de Peppange. En 1905, il succède à Prosper Biwer en tant qu'architecte du gouvernement et, en 1917, il devient architecte en chef de la société sidérurgique ARBED. Là, avec René Théry de Bruxelles, il supervise la construction du nouveau siège social de l'entreprise à Luxembourg-Ville, ainsi que des logements pour les employés et les ouvriers. Parmi ses œuvres les plus importantes figurent l'Hôtel des Postes, qui a été jusqu'en 2017 le principal bureau de poste de la Ville de Luxembourg, le Lycée technique des arts et métiers du Limpertsberg, les extensions des installations thermales de Mondorf-les-Bains, et le bâtiment ARBED.

## Le Peintre
Bien que Weis ait été un architecte accompli, il est aujourd'hui principalement reconnu pour ses peintures. Dès son enfance, il décorait ses lettres de motifs floraux. Lors de ses séjours à l'étranger, il suivit des cours d'art et se passionna pour les peintres aquarellistes, en particulier William Turner. L'aquarelle devint rapidement sa grande passion, et il emportait toujours ses pinceaux et ses couleurs avec lui. À Luxembourg-Ville, il descendait souvent dans les vallées de la Pétrusse ou de l'Alzette, ou se rendait en périphérie pour trouver des scènes intéressantes à peindre. Il revenait fréquemment peindre le même endroit lorsque la lumière avait changé, parfois des années plus tard. Ses œuvres ont ainsi une valeur documentaire considérable. Bien que la majorité de ses peintures représente la ville de Luxembourg et ses environs, il s'aventura aussi à travers tout le pays, peignant des scènes de la Moselle, des villes minières du sud et des montagnes du nord. Il réalisa également des tableaux dans les pays voisins du Luxembourg, ainsi que lors de ses voyages en Turquie, en Tunisie, en Grèce et en Yougoslavie.
Ses premières peintures, jusqu'en 1900, montrent l'influence de ses intérêts architecturaux, les bâtiments étant représentés avec une précision exacte mais plutôt monotone. Par la suite, son propre style romantique post-impressionniste commence à émerger, notamment dans ses œuvres de 1915 à 1945. Ses couleurs chaudes dominent, avec une abondance de violets, de bleus et d'ocre. Weis maîtrisait l'art de saisir l'instant, reproduisant de manière poétique la lumière brumeuse du matin, la chaleur de midi ou la brume s'accumulant dans les vallées au coucher du soleil. Peu à peu, la réalité céda la place à des images moins précises, plus suggestives, alors que Weis se concentrait sur l'essentiel. Il remplissait rapidement les lignes principales de ses scènes, les interprétant de plus en plus librement, jusqu'à ce que ses tableaux révèlent un monde de fierté et de préjugés.